# 32a cerimònia dels Premis César
La 32a cerimònia dels Premis César — també coneguts com Nuit des César — que premiava les pel·lícules estrenades el 2006, va tenir lloc el 24 de febrer de 2007 al Théâtre du Châtelet.
Va ser presidida per Claude Brasseur i presentada per Valérie Lemercier. Aquesta cerimònia va ser dedicada a la memòria de Philippe Noiret. Fou emesa a Canal+, on la cerimònia va ser seguit per 2,3 milions d'espectadors. Això correspon al 12% de l'audiència.

## Presentadors i ponents
- Claude Brasseur, presidenta de la cerimònia
- Valérie Lemercier, mestra de cerimònies
- Lou Doillon, presentació del César al millor actor revelació
- Zoé Félix, presentació del César al millor curtmetratge
- Dany Boon, premiat amb el César a la millor primera pel·lícula
- Rossy de Palma, presentació del César a la millor música original
- Géraldine Pailhas i Gilles Lellouche, guardonats amb el César al millor guió adaptat
- Juliette Binoche, presentació del primer Cèsar d'Honor a Jude Law
- Vincent Lindon, presentació del César a la millor actriu revelació
- Catherine Jacob, obsequiada amb el César al millor decorat
- Catherine Jacob, guardonada amb el César al millor so
- Bérénice Bejo, presentació del César al millor vestuari
- Marie-France Pisier, presentació del César al millor actor secundari
- Hilary Swank, presentació del César a la millor pel·lícula estrangera
- Yann Arthus-Bertrand, presentació del César a la millor pel·lícula documental
- Gérard Darmon, presentació del César a la millor actriu secundària
- Linh Dan Pham i Hippolyte Girardot, guardonats amb el César al millor guió original
- Marina Foïs, presentació del César a la millor fotografia
- Marina Foïs, guardonada amb el César al millor muntatge
- Jeanne Moreau, presentació del César al millor director
- Claude Brasseur, lliurament del segon César d'Honor a Marlène Jobert
- Sabine Azéma, presentació del César al millor actor
- Pedro Almodóvar, presentació del César a la millor actriu
- Nathalie Baye, presentació del César a la millor pel·lícula

## Desenvolupament
Les dues pel·lícules amb més nominacions (nou) van ser les més premiades. Lady Chatterley de Pascale Ferran va obtenir cinc premis (millor pel·lícula, millor actriu, millor fotografia, millor guió adaptat i millor vestuari), mentre que Ne le dis à personne de Guillaume Canet en va obtenir quatre (millor director, millor actor, millor música original i millor muntatge). Per contra, Dies de glòria de Rachid Bouchareb, també amb nou nominacions, només va guanyar el premi al millor guió original. Per primer cop es va concedir un premi al millor documental, que fou atorgat a Dans la peau de Jacques Chirac, de Michel Royer i Karl Zéro, qui va ser motiu de diverses al·lusions degut a la proximitat de les eleccions presidencials. L'acte també va servir perquè Pascale Ferran fes una oportunitat per fer una crida a la reforma del sistema d'assegurança d'atur per als treballadors intermitents del sector de l'entreteniment que considerava “amenaçat”, així com pel sistema de producció cinematogràfica francesa.

## Guanyadors i nominats
Els guanyadors s'indiquen en negreta 
| Millor pel·lícula - Lady Chatterley — dirigida per Pascale Ferran — produïda per Gilles Sandoz - Dies de glòria — dirigida per Rachid Bouchareb — produïda per Jean Bréhat - Je vais bien, ne t'en fais pas — dirigida per Philippe Lioret — produïda per Christophe Rossignon - Ne le dis à personne — dirigida per Guillaume Canet — produïda per Alain Attal - Chanson d'amour — dirigida per Xavier Giannoli — produïda per Édouard Weil i Pierre-Ange Le Pogam | Millor director - Guillaume Canet per Ne le dis à personne - Pascale Ferran per Lady Chatterley - Alain Resnais per Cœurs - Philippe Lioret per Je vais bien, ne t'en fais pas - Rachid Bouchareb per Dies de glòria |
| Millor actor - François Cluzet a Ne le dis à personne - Michel Blanc a Je vous trouve très beau - Alain Chabat a Prête-moi ta main - Gérard Depardieu a Chanson d'amour - Jean Dujardin a OSS 117: El Caire, niu d'espies | Millor actriu - Marina Hands a Lady Chatterley - Cécile de France a Fauteuils d'orchestre - Cécile de France a Chanson d'amour - Catherine Frot a L'última nota - Charlotte Gainsbourg a Prête-moi ta main |
| Millor actor secundari - Kad Merad a Je vais bien, ne t'en fais pas - Guy Marchand a Dans Paris - Dany Boon a El joc dels idiotes - André Dussollier a Ne le dis à personne - François Cluzet a Quatre Étoiles | Millor actriu secundària - Valérie Lemercier a Fauteuils d'orchestre - Dani a Fauteuils d'orchestre - Bernadette Lafont a Prête-moi ta main - Mylène Demongeot a La Californie - Christine Citti a Chanson d'amour |
| Millor actor revelació - Malik Zidi a Les Amitiés maléfiques - Georges Babluani a 13 Tzameti - Vincent Rottiers a Le Passager - Arié Elmaleh a L'École per tous - James Thierrée a Desacord perfecte - Rasha Bukvic a La Californie | Millor actriu revelació - Mélanie Laurent a Je vais bien, ne t'en fais pas - Déborah François a L'última nota - Marina Hands a Lady Chatterley - Aïssa Maïga a Bamako - Maïwenn a Pardonnez-moi |
| Millor pel·lícula estrangera - Petita Miss Sunshine de Valerie Faris i Jonathan Dayton • - Volver de Pedro Almodóvar • - Brokeback Mountain d'Ang Lee • - Babel d'Alejandro González Iñárritu • / - La reina de Stephen Frears • | Millor primera pel·lícula - Je vous trouve très beau d'Isabelle Mergault - 13 tzameti de Gela Babluani - Les Fragments d'Antonin de Gabriel Le Bomin - Pardonnez-moi de Maïwenn - Mauvaise Foi de Roschdy Zem |
| Millor guió original - Olivier Lorelle i Rachid Bouchareb per Dies de glòria - Xavier Giannoli per Chanson d'amour - Isabelle Mergault per Je vous trouve très beau - Danièle Thompson i Christopher Thompson per Fauteuils d'orchestre - Laurent Tuel i Christophe Turpin per Jean-Philippe | Millor guió adaptat - Pascale Ferran, Roger Bohbot i Pierre Trividic per Lady Chatterley - Guillaume Canet i Philippe Lefèbvre per Ne le dis à personne - Jean-François Halin i Michel Hazanavicius per OSS 117: El Caire, niu d'espies - Philippe Lioret i Olivier Adam per Je vais bien, ne t'en fais pas - Jean-Michel Ribes per Cœurs |
| Millor música - Matthieu Chedid per Ne le dis à personne - Armand Amar per Dies de glòria - Jérôme Lemonnier per L'última nota - Mark Snow per Cœurs - Gabriel Yared per Azur et Asmar | Millor fotografia - Julien Hirsch per Lady Chatterley - Patrick Blossier per Dies de glòria - Éric Gautier per Cœurs - Christophe Offenstein per Ne le dis à personne - Guillaume Schiffman per OSS 117: El Caire, niu d'espies |
| Millor decorat - Maamar Ech-Cheikh per OSS 117: El Caire, niu d'espies - Dominique Douret per Dies de glòria - Jean-Luc Raoul per Les Brigades du Tigre - François-Renaud Labarthe per Lady Chatterley - Jacques Saulnier per Cœurs | Millor muntatge - Hervé de Luze per Ne le dis à personne - Martine Giordano per Chanson d'amour - Yannick Kergoat per Dies de glòria - Sylvie Landra per Fauteuils d'orchestre - Hervé de Luze per Cœurs |
| Millor so - François Musy i Gabriel Hafner per Chanson d'amour - Jean-Marie Blondel, Thomas Desjonquères i Gérard Lamps per Cœurs - Jean-Jacques Ferran, Nicolas Moreau i Jean-Pierre Laforce per Lady Chatterley - Pierre Gamet, Jean Goudier i Gérard Lamps per Ne le dis à personne - Olivier Hespel, Olivier Walczak, Franck Rubio i Thomas Gauder per Dies de glòria                                                                                           | Millor vestuari - Marie-Claude Altot per Lady Chatterley - Jackie Budin per Cœurs - Charlotte David per OSS 117: El Caire, niu d'espies - Pierre-Jean Larroque per Les Brigades du Tigre - Michèle Richer per Dies de glòria |
| Millor curtmetratge - Fais de beaux rêves de Marilyne Canto - Bonbon au poivre de Marc Fitoussi - La Leçon de guitare de Martin Rit - Le Mammouth Pobalski de Jacques Mitsch - Les Volets de Lyèce Boukhitine | Millor documental - Dans la peau de Jacques Chirac de Karl Zéro i Michel Royer - La Fille du juge de William Karel - Ici Najac, à vous la terre de Jean-Henri Meunier - Là-Bas de Chantal Akerman - Zidane, un portrait du XXIe siècle de Philippe Parreno i Douglas Gordon                                                               |
| César d'honor - Jude Law - Marlène Jobert | |